# Bryce Mitchell
Pour les articles homonymes, voir Mitchell.
Bryce Andrew Mitchell, né le 4 octobre 1994 en Arkansas, est un pratiquant américain d'arts martiaux mixtes (MMA), spécialiste du combat au sol. Il combat actuellement dans la division des poids plumes de l'Ultimate Fighting Championship.

## Biographie

### Jeunesse
Bryce Andrew Mitchell grandit à Cabot, au nord-est de Little Rock. Il pratique la lutte et se classe 2e en 2012, puis 4e en 2013 aux championnats lycéens de l'État d'Arkansas. Il est diplômé d'une licence d'économie à l'université Harding (en).

### Carrière en arts martiaux mixtes
Bryce Mitchell commence sa carrière professionnelle en 2015. Après neuf victoires, dont huit par soumission et sept dans le premier round, obtenues dans des fédérations indépendantes, Mitchell est appelé à participer à la 27e édition de The Ultimate Fighter opposant Daniel Cormier à Stipe Miocic. Membre de l'équipe Cormier, Mitchell vainc Jay Cucciniello en quart de finale, mais s'incline face à Brad Katona (en) en demi finale. Le soir de la finale de The Ultimate Fighter, il vainc Tyler Diamond, le combattant ayant perdu l'autre demi finale, par décision majoritaire.
Le 23 mars 2019, Mitchell bat Bobby Moffett (en) via décision unanime.
Le 7 décembre 2019, Bryce Mitchell affronte le californien Matt Sayles (en). Après avoir dominé le premier round au sol, Mitchell fait abandonner Sayles avec un twister, devenant le deuxième athlète de l'histoire de l'UFC à s'imposer avec cette soumission rarissime et remportant son premier bonus de performance de la soirée par la même occasion. Le twister de Mitchell sera nommé soumission de l'année 2019 par les médias spécialisés MMA Fighting, Sherdog et MMA Junkie,,.
Le 9 mai 2020, le natif de l'Arkansas s'impose par décision unanime face à Charles Rosa (en) après une prestation ultra-dominante scorée 30-25, 30-25 et 30-24 par les juges du combat. Au cours de l'affrontement, Mitchell a accumulé 13 minutes et 59 secondes de contrôle au sol et infligé trois twisters, deux étranglements bras-tête et une Von Flue choke.
Le 31 octobre suivant, il vainc Andre Fili (en) via décision unanime après avoir cumulé près de 10 minutes de contrôle au sol.
Le 5 mars 2022, Thug Nasty bat le vétéran Edson Barboza après une nouvelle performance dominante au sol.
Le 10 décembre 2022, Bryce Mitchell subit sa première défaite lorsqu'il se fait soumettre au 2e round par le géorgien invaincu Ilia Topuria.
Le 23 septembre 2023, Bryce Mitchell défait Dan Ige (en) par décision unanime. Ce soir-là, une séquence d'avant-match dans laquelle Mitchell brandit une Bible et hurle « Freedom! », pendant que la voix de l'UFC Bruce Buffer présente les deux combattants, devient virale sur Internet.
Le 6 décembre 2023, Bryce Mitchell est annoncé comme remplaçant de Giga Chikadze (en), blessé, pour faire face à l'arizonien Josh Emmett durant l'UFC 296.
Le soir du combat, le 16 décembre, Mitchell s'incline face à Emmett par KO au 1er round.
Mitchell fait son retour un an plus tard, lors de l'UFC 310 le 7 décembre 2024, s'imposant contre Kron Gracie (en) par KO au 3e round à la suite d'une projection au sol suivie d'un coup de coude au visage.

## Activités autres
En décembre 2021, Bryce Mitchell a sorti une mixtape de rap country intitulée Pasture Fire.

## Palmarès en arts martiaux mixtes
| 21 combats     | 18 victoires | 3 défaites |
| Par KO         | 1            | 1          |
| Par soumission | 9            | 2          |
| Sur décision   | 8            | 0          |

| Résultat | Record | Adversaire        | Méthode                               | Événement                                | Date              | Round | Temps | Lieu                                   | Notes                     |
| -------- | ------ | ----------------- | ------------------------------------- | ---------------------------------------- | ----------------- | ----- | ----- | -------------------------------------- | ------------------------- |
| Victoire | 18-3   | Said Nurmagomedov | Décision (unanime)                    | UFC sur ABC : Whittaker contre de Ridder | 26 juillet 2025   | 3     | 5:00  | Abou Dabi, Émirats Arabes Unis         |                           |
| Défaite  | 17-3   | Jean Silva        | Soumission (étranglement ninja)       | UFC 314 : Volkanovski contre Lopes       | 12 avril 2025     | 2     | 3:52  | Miami, Floride, États-Unis             |                           |
| Victoire | 17-2   | Kron Gracie       | KO (coups de coude au sol)            | UFC 310: Pantoja vs. Asakura             | 7 décembre 2024   | 3     | 0:39  | Las Vegas, Nevada, États-Unis          |                           |
| Défaite  | 16-2   | Josh Emmett       | KO (coup de poing)                    | UFC 296: Edwards vs. Covington           | 16 décembre 2023  | 1     | 1:57  | Las Vegas, Nevada, États-Unis          |                           |
| Victoire | 16-1   | Dan Ige           | Décision unanime                      | UFC Fight Night: Fiziev vs. Gamrot       | 23 septembre 2023 | 3     | 5:00  | Las Vegas, Nevada, États-Unis          |                           |
| Défaite  | 15-1   | Ilia Topuria      | Soumission (étranglement bras-tête)   | UFC 282: Blachowicz vs. Ankalaev         | 10 décembre 2022  | 2     | 3:10  | Las Vegas, Nevada, États-Unis          |                           |
| Victoire | 15-0   | Edson Barboza     | Décision unanime                      | UFC 272: Covington vs. Masvidal          | 5 mars 2022       | 3     | 5:00  | Las Vegas, Nevada, États-Unis          |                           |
| Victoire | 14-0   | Andre Fili        | Décision unanime                      | UFC Fight Night: Hall vs. Silva          | 31 octobre 2020   | 3     | 5:00  | Las Vegas, Nevada, États-Unis          |                           |
| Victoire | 13-0   | Charles Rosa      | Décision unanime                      | UFC 249: Ferguson vs. Gaethje            | 9 mai 2020        | 3     | 5:00  | Jacksonville, Floride, États-Unis      |                           |
| Victoire | 12-0   | Matt Sayles       | Soumission (twister)                  | UFC on ESPN: Overeem vs. Rozenstruik     | 7 décembre 2019   | 1     | 4:20  | Washington D.C., États-Unis            | Performance de la soirée. |
| Victoire | 11-0   | Bobby Moffett     | Décision unanime                      | UFC Fight Night: Thompson vs. Pettis     | 23 mars 2019      | 3     | 5:00  | Nashville, Tennessee, États-Unis       | Combat de la soirée.      |
| Victoire | 10-0   | Tyler Diamond     | Décision majoritaire                  | The Ultimate Fighter: Undefeated Finale  | 6 juillet 2018    | 3     | 5:00  | Las Vegas, Nevada, États-Unis          |                           |
| Victoire | 9-0    | Jose Mariscal     | Décision unanime                      | V3 Fights: Willis vs. Norwood            | 17 juin 2017      | 3     | 5:00  | Memphis, Tennessee, États-Unis         |                           |
| Victoire | 8-0    | Issac Ware        | Soumission (étranglement arrière)     | V3 Fights: Mitchell vs. Ware             | 14 janvier 2017   | 1     | 1:30  | Memphis, Tennessee, États-Unis         |                           |
| Victoire | 7-0    | Brandon Phillips  | Soumission (étranglement en triangle) | WSOF 33: Branch vs. Magalhães            | 7 octobre 2016    | 2     | 3:14  | Kansas City, Missouri, États-Unis      |                           |
| Victoire | 6-0    | Bobby Taylor      | Soumission (étranglement en triangle) | V3 Fights: Sanders vs. Anders            | 10 avril 2016     | 1     | 3:10  | Memphis, Tennessee, États-Unis         |                           |
| Victoire | 5-0    | Jorge Medina      | Soumission (étranglement arrière)     | WSOF 27: Firmino vs. Fodor               | 23 janvier 2016   | 1     | 1:02  | Memphis, Tennessee, États-Unis         |                           |
| Victoire | 4-0    | Chris Culley      | Soumission (clé de bras)              | V3 Fights: Hall vs. Shelton              | 26 septembre 2015 | 1     | 3:39  | Memphis, Tennessee, États-Unis         |                           |
| Victoire | 3-0    | Tony Williams     | Soumission (étranglement arrière)     | V3 Fights: Davis vs. Hall                | 20 juin 2015      | 1     | 4:31  | Memphis, Tennessee, États-Unis         |                           |
| Victoire | 2-0    | Jesse Sanderson   | Soumission (étranglement arrière)     | AXS TV Fights RFA vs. Legacy Superfight  | 8 mai 2015        | 1     | 2:09  | Robinsonville, Mississippi, États-Unis |                           |
| Victoire | 1-0    | Sheldon Smith     | Soumission (étranglement arrière)     | V3 Fights: Johnson vs. Kennedy           | 24 janvier 2015   | 1     | 3:01  | Memphis, Tennessee, États-Unis         |                           |

## Polémique
Le 30 janvier 2025, il tient des propos négationnistes, antisémites et homophobes sur sa chaîne YouTube, louant les actions d'Hitler contre les personnes juives et les personnes considérées homosexuelles sous le IIIe Reich. Dans la vidéo, il fait référence sans le citer à l'autodafé du 10 mai 1933 où des livres de l'Institut de Sexologie de Berlin (créé par Magnus Hirschfeld) ont été brûlés.
Mitchell a affirmé : « [Hitler] s’est battu pour son pays, il voulait le purifier en chassant les Juifs avides qui détruisaient son pays et transformaient tout le monde en homosexuel ». Il fait ici référence entre autres à la propagande nazie qui diffusait la théorie du complot selon laquelle « l'émancipation homosexuelle était une conspiration juive visant à saper la moralité du peuple allemand ».
Le président de l'UFC, Dana White, a exprimé son « dégoût » mais a annoncé que Mitchell ne serait pas sanctionné, parlant de « liberté d'expression ».
Il est aussi Platiste et est persuadé du Mythe de la Terre plate.